# Charles Voss

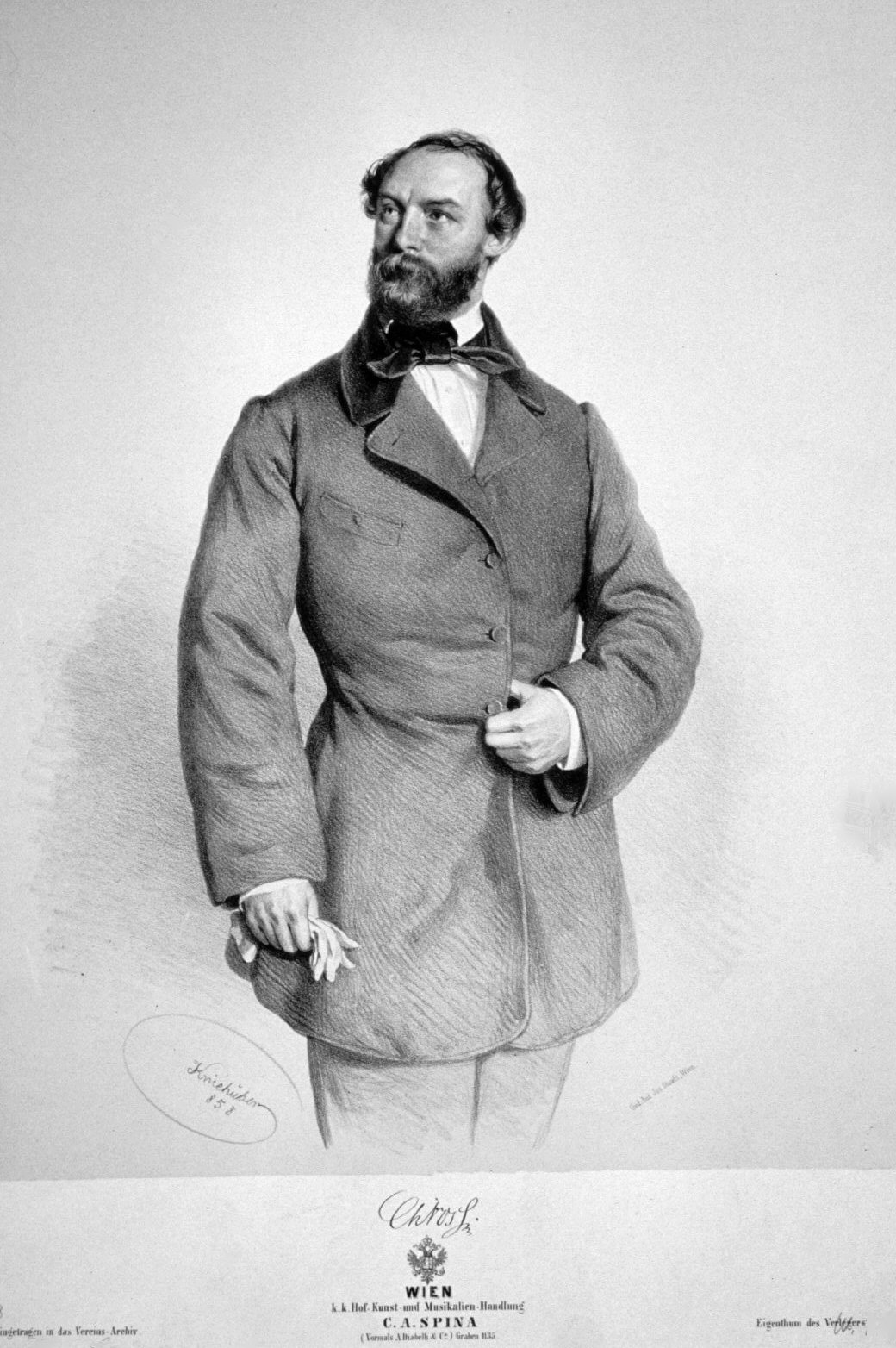
Charles Voss, Lithographie von Josef Kriehuber, 1858

Charles Voss (* 20. September 1815 in Schmarsow in Vorpommern; † 29. August 1882 in Verona; eigentlich Karl Voss) war zu Lebzeiten ein bekannter Pianist und Komponist.

## Leben und Werk
Charles Voss erhielt seine musikalische Ausbildung in Berlin bei Greulich und Louis Berger. In der Zeit von 1843 bis 1846 lebte er in Neustrelitz und wurde hier als virtuoser Pianist und als Komponist bekannt. Anschließend ging er nach Berlin und arbeitete dort erfolgreich als Musiklehrer. 1850 ließ er sich in Paris nieder.
Über 15 Jahre wurde er zu den modernsten Komponisten seiner Zeit gezählt. Anfangs als talentiert und erfindungsreich begrüßt, wurden seine nachfolgenden Werke immer mehr als trivial und flach bezeichnet, bis die Kritiker schließlich aufhörten, ihn in Fachzeitschriften zu erwähnen. Trotzdem war er als Komponist für Salonmusik kommerziell durchaus erfolgreich.
Zu seinen Werken gehörten zahlreiche Fantasien, Potpourris und Tänze, die oft in den zu dieser Zeit in Mode gekommenen mechanischen Musikautomaten und Instrumenten Verwendung fanden. Karl von Ledebur verzeichnet 1861 in seinem Lexikon 205 Kompositionen, spätere Quellen rechnen ihm 300 Werke zu.

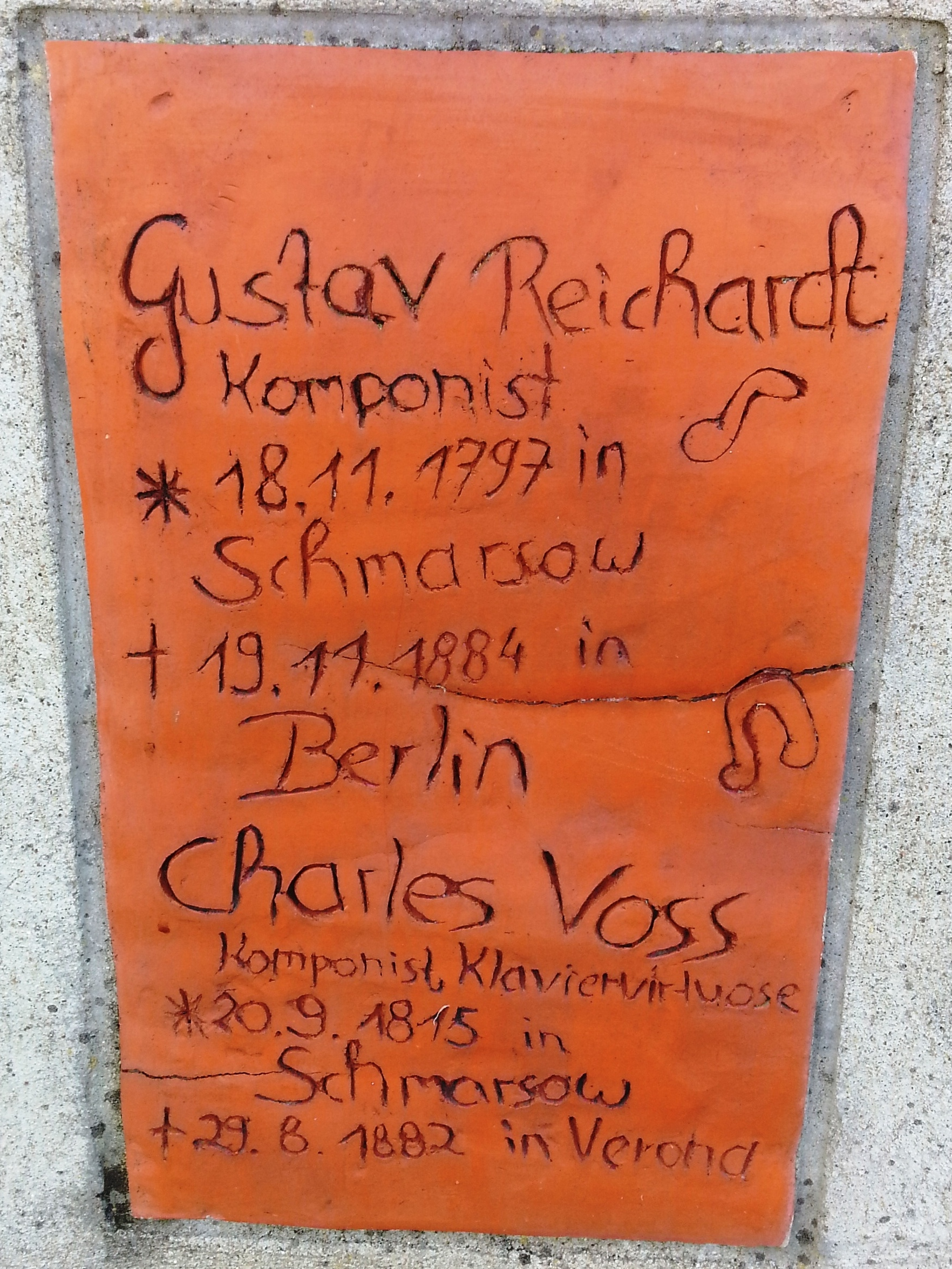
Inschriftentafel am Komponistendenkmal in Reichardts Geburtsort Schmarsow

## Dokumente
Briefe von Charles Voss befinden sich im Bestand des Leipziger Musikverlages C. F. Peters im Staatsarchiv Leipzig.